# Слободан Јелесијевић
Слободан Јелесијевић (Горњи Милановац, 1951) српски је графички дизајнер и професор универзитета.

## Биографија
Рођен је 19. августа 1951. године у Горњем Милановцу. 1972. године завршио је средњу уметничку школу „Ђорђе Крстић“ у Нишу. Дипломирао је на графичком одсеку Факултета примењених уметности у Београду 1977. године код професора Милоша Ћирића и код професора Стјепана Филекија. Бави се илустрацијом, дизајном амбалаже, типографијом и сликарством.
Изабран је у звање доцента 2004, а у звање ванредног професора 2009. за ужу уметничку област Стручни предмет графичког дизајна Просторна графика на Одсеку за примењене уметности Факултета уметности у Нишу. Предаје и изборни предмет Илустрација.
Од 2009. до 2013. ангажован је као гостујући професор на Академији ликовних умјетности у Требињу, Република Српска, за предмете Типографија и Графичко обликовање књиге.
Члан је УЛУПУДС-а од 1977. године.
Имао је 13 самосталних изложби и око 150 колективних изложби у земљи и иностранству. Добитник је 13 домаћих и иностраних награда за свој рад из ликовне и примењене уметности.
Радови из области писма налазе се у збирци Klingspor-museum, Офенбах, Немачка. Илустрације у збирци THE MUSEUM of WORLD's ILLUSTRATION at GLOWINSKIS' LIBRARY, Олесњица, Пољска. Радови из колекција „Знаковито“ налазе се у збирци Музеја примењених уметности у Београду.
Радови су му објављивани у књигама, уџбеницима, часописима и на веб сајтовима.

## Пословна биографија
Радио је као графички дизајнер у горњомилановачкој Типопластици од 1977-1980, а од 1980. за ПИК Таково. Уз то је радио и хонорарно за Дечје Новине из Горњег Милановца, за које је дизајнирао преко пет стотина различитих врста амбалаже и више од хиљаду илустрација (Зека, Тик-Так, Велико двориште, Завод за издавање уџбеника). Такође је дизајнирао и више од сто заштитних знакова, од којих су најбољи приказани у књигама из серије „Знаковито“.
Након тога се посвећује просветном раду.
Од 2007. године сарађује са  i ITC, из САД, на пројектовању типографског писма. Писма ITC Pino и ITC Nova Lineta налазе се у каталогу Typeface Catalog A-Z, Monotype, Linotype и ITC.
Један је од оснивача радионице за пројектовање типографског писма TOUR DE FORCE FONT FOUNDRY, прве дигиталне радионице на територији бивше Југославије која се бави пројектовањем типографских писама (фонтова) и типографијом.

## Самосталне изложбе[2]
- 2014. Слике, акварели, објекти и цртежи, Универзитетска галерија, Универзитет у Крагујевцу
- 2013. Омислени знакови, 4. Бијенале визуелних уметности, Отворена књига Балкана, Земља, Књига, Мапа, Архив, Чачак
- 2012. Слике, Галерија Лазар Возаревић, Сремска Митровица[5]
- 2010. Слике, Галерија Маржик, Краљево
- 2010. Визуелно-визибилно, графички дизајн, Галерија Србија, Ниш
- 2009. Параплегичне мрдалице, изложба слика и објеката, Мостови Балкана, Крагујевац
- 2004. Слике, Дом културе, Старчево,
- 2003. Слике, Галерија Боже Илића, Прокупље
- 2003. Велико наградно путовање за Љубицу, Галерија Србија, Ниш
- 2001. Велико наградно путовање за Љубицу, Змајеве дечје игре и Архив Војводине, Галерија Архива, Нови Сад
- 2001. Велико наградно путовање за Љубицу, Музеј рудничко - таковског краја, Горњи Милановац
- 1987. Илустрације, Галерија Интерконтинентала, Београд
- 1987. Илустрације, Сингидунум, Београд

Учествовао је и у неколико десетина групних изложби (списак овде).

## Учешће у уметничким колонијама
- 2008. Кожа – пергамент, Ртањ
- 2006. Колонија Мине Вукомановић, Савинац, Горњи Милановац
- 2006. Варна, Филип Ковачевић, Шабац
- 2005. Ликовна колонија Младеновац, Младеновац
- 2004. Колонија Ечка, акварел, Зрењанин
- 2004. Колонија Кичево, Кичево, Македонија
- 2004. Колонија код Принца Карађорђевића, Хиландар, Београд
- 2003. Колонија Народног Музеја Руме, Врдник
- 2003. Колонија Имање Књаза, Подгорица, Црна Гора
- 2002. Колонија Сићево, Ниш
- 2001. Колонија Коштунићи, Коштунићи
- 2001. Колонија Сирогојно – компани, Сирогојно
- 1999. Колонија Мине Вукомановић, Савинац, Горњи Милановац

## Награде
- 2004, Специјална похвала жирија, Пиши ћирилицом, Карић фондација, Београд
- 2004. Похвала жирија, 4. Бијенале ликовних и примењених уметности, Смедерево
- 2003. Прва награда, 3. новембарски салон, Краљево
- 2003. Прва награда, 12. Изложба малог формата, Културни центар, Шабац
- 2003. Похвала жирија, Хлеб и вино, Имање Књаза, Подгорица, Црна Гора
- 1999. Златна медаља Еурека '99 за жигове, Брисел, Белгија[4]
- 1990. 3. награда на Сајму књига за сликовницу Шумски свет и фока, Ђуро Дамјановић, Дечје новине, Београд[4]
- 1990. 3. награда на Змајевим дечјим играма за сликовницу Шумски свет и фока, Ђуро Дамјановић, Дечје новине, Нови сад[4]
- 1988. Награда за графику, 7. септембарски салон, Горњи Милановац[4]
- 1987. Велика награда за амбалажу Таково, Новосадски сајам, Нови Сад[4]
- 1987. Откуп, Илустрација, Културно просветна заједница Србије, Београд
- 1982. Избор за оглас месеца, Огласи Таково, Медија маркетинг, Љубљана, Словенија
- 1981. 2. награда Удружења еконоских пропагандиста Југославије, Огласи Таково, Нин, Београд[4]

## Музеји у којима има радове
- Радови из области типографског писма налазе се у збирци Klingspor - museum, Ofembah, Немачка.
- Илустрације у збирци THE MUSEUM of WORLD's ILLUSTRATION at GLOWINSKIS' LIBRARY, Olesnica, Пољска.
- Радови из колекција ЗНАКОВИТО у збирци МУЗЕЈА ПРИМЕЊЕНИХ УМЕТНОСТИ, Београд.

## Збирке
- Писма ИТЦ ПИНО и ИТЦ НОВА ЛИНЕТА налазе се у каталогу Typeface Catalog A-Z, Monotype, Linotype i ITC, USA. Од 2007. године сарађује са Monotype imaging i ITC, USA, на пројектовању типографског писма.
- Збирка Архив Војводине, слика, Нови Сад
- Збирка Универзитета у Крагујевцу, слика, Крагујевац
- Збирка Галерије – А, акварел, Батајница, Београд
- Збирка Културни центар, слика, Младеновац
- Збирка Филипа Ковачевића, Шабац
- Збирка Колоније Ечка, акварел, Зрењанин
- Збирка Савремене ликовне галерије, слика, акварел, цртеж, Ниш
- Збирка Културни центар, слика, Г. Милановац
- Збирка Народног музеја, акварел, Рума
- Збирка Сирогојно – компани, слика, Сирогојно
- Збирка Илустроване Политике, Београд

## Реализовани пројекти из области графичког дизајна
- 2014. Биографија, С. Јелесијевића
- 2014. Поп Спира и поп Ћира, књига, Презентација типографског писма ITC Pino™, Monotype, USA
- 2014. Календар недеља 2014, Презентација типоградског писма Геофонт™ и Znak Symbols™, Tour De Force Font Foundry
- 2013. Belco™, књига, Презентација типографског писма С. Јелесијевића, Tour De Force Font Foundry
- 2013. Demis™, књига, Презентација типографског писма С. Јелесијевића, Tour De Force Font Foundry
- 2013. Vezus™, књига, Презентација типографског писма С. Јелесијевића, Tour De Force Font Foundry
- 2013. ITC Nova Lineta™, књига, Презентација типографског писма С. Јелесијевића, Monotype, USA
- 2013. ITC Pino™, књига, Презентација типографског писма С. Јелесијевића, Monotype, USA
- 2012. Kvadra™, књига, Презентација типографског писма С. Јелесијевића, Tour De Force Font Foundry
- 2009. Знаковник, књига 100 заштитних знакова, С. Јелесијевић
- 2009. Артикон™, књига, Презентација типографског писма С. Јелесијевића
- 2009. Књига о симболима, књига, С. Јелесијевић
- 2009. Артикон амбалажа, књига, Презентација типографског писма С. Јелесијевића
- 2009. Омислени знакови, књига, црвена, плава и зелена књига, С. Јелесијевић
- 2009. Wha’s new from ITC: october 2008. ITC Nova Lineta™, књига, Презентација типографског писма С. Јелесијевића, Monotype imaging i ITC, USA
- 2009. Belco™, књига, Презентација типографског писма С. Јелесијевића, Tour De Force Font Foundry
- 2009. Face-Box, књига амбалаже, С. Јелесијевић
- 2009. Мој сок, Запис Таре, Бајина Башта, С. Јелесијевић
- 2008. Запис Таре, Бајина Башта, Књига стандарда, С. Јелесијевић

## Типографско писмо
Године 2009. заједно са сином Душаном Јелесијевићем оснива Tour De Force Font Foundry, прву дигиталну радионицу у бившој Југославији која се бави пројектовањем типографских писама (фонтова) и типографијом. Tour De Force Font је произвела високи квалитет оригиналних дигиталних фонтова који су у употреби широм света. Партнери: Frosta, Alpargatas, Disney, Monotype, Interbrend, Mora Banc, Springing, World Social Projec, Bield, PAOC, Roxo, Aflofarm...

## Објављени радови

### Типографска писма
- 2013. Vezus Serif™ Font Family, Designer: Slobodan Jelesijević

Weights & Styles:
- Light, Regular, Bold, Black
- 2012. Vezus™ Font Family, Designer: Slobodan Jelesijević

Weights & Styles:
- Light, Regular, Bold, Black
- 2012. Kvadra™ Font Family, Designer: Slobodan Jelesijević

Weights & Styles:
- Regular, Bold
- 2012. Prored™ Font Family, Designer: Slobodan Jelesijević

Weights & Styles:
- Light, Regular, Bold, Black
- 2010. Oblik Classic™ Font Family, Designer: Slobodan Jelesijević

Weights & Styles:
- Light, Regular, Bold, Black
- Light Italic, Regular Italic, Bold Italic, Black Italic
- 2010. Demis™ Font Family, Designer: Slobodan Jelesijević

Weights & Styles:
- Regular, Bold
- 2009. Belco™ Font Family, Designer: Slobodan Jelesijević

Weights & Styles:
- Ultra Light SC,
- Ultra Light, Light, Regular
- Slab Serif Ultra Light, Slab Serif Light, Slab Serif Regular
- 2009. Oblik Serif™Font Family, Designer: Slobodan Jelesijević

Weights & Styles:
- Light, Regular, Bold
- 2009. Oblik™ Font Family, Designer: Slobodan Jelesijević

Weights & Styles:
- Light, Regular, Bold, Black
- Light Italic, Regular Italic, Bold Italic, Black Italic
- 2009. Znak Symbols™ Font Family, Designer: Slobodan Jelesijević
- Znak Symbols 1
- Znak Symbols 2
- 2009. ITC Pino™, Designer: Slobodan Jelesijević, Monotype imaging i ITC, USA

Weights & Styles:
- Regular, Bold, Black
- 2008. ITC Nova Lineta™ Font Family, Designer: Slobodan Jelesijević, Monotype imaging i ITC, USA

### Књиге и сликовнице
- 2004. М. Херцог, Мала анатомија, сликовница, илустрације, Др. Херцог и деца, Чачак
- 2002. З. Будеч, Бакино двориште, илустрације, Доситеј, Г. Милановац
- 2002. З. Будеч, Тамо где су успомене, илустрације, Доситеј, Г. Милановац
- 2001. З. Будеч, Зеко генерал, сликовница, илустрације, Доситеј, Г. Милановац
- 2000. Г. Циферов, Зрнашце, сликовница, илустрације, Драганић, Београд
- 2000. Д. Ерић, Добричин календар, сликовница, илустрације, Драганић, Београд
- 2000. Д. Ерић, Венац од пољског цвећа, сликовница, илустрације, Драганић, Београд
- 2000. Д. Ерић, Венац од баштенског цвећа, сликовница, илустрације, Драганић, Београд
- 2000. Д. Ерић, Недеља, сликовница, илустрације, Драганић, Београд
- 2000. Д. Ерић, Песма о носу и мирису, сликовница, илустрације, Драганић, Београд
- 2000. Д. Ерић, Златна круница, сликовница, илустрације, Драганић, Београд
- 1999. Д. Ерић, Вилина долина, илустрације, Драганић, Београд
- 1999. Д. Максимовић, Златни лептир, илустрације, Драганић, Београд
- 1990. Шумски свет и фока, Ђуро Дамјановић, Сликовница, илустрације, Дечје новине, Г. Милановац
- 1989. Сава Кричковић, Басне, илустрације, Дечје новине, Г. Милановац
- 1980. Огледи из филозофије и социологије, др Десанка Савићевић, КЦ и Рад, Г. Милановац
- 1977. Уџбеник Руског језика за 5. разред, илустрације, Завод за издавање уџбеника, Београд

### Ауторске и библиофилске књиге (ручно рађене)
- 2004, Поп Ћира и поп Спира, презентација типографског писма, 135 х 135 мм, библиотека Пагина, С. Јелесијевић
- 2010. Знаковник, 100 заштитних знакова, 135 х 135 мм, библиотека Пагина, С. Јелесијевић
- 2008. Омислени знакови, трилогија, 3 књиге плава, црвена и зелена, 100 х 100 мм, библиотека Симбол, С. Јелесијевић
- 2006. Артикон, презентација типографског писма, 135 х 135 мм, библиотека Пагина, С. Јелесијевић
- 2006. Артикон – књига о симболима, 135 х 135 мм, библиотека Пагина, С. Јелесијевић
- 2003. Д. П. Ђурђев, Звезде падалице, 95 х 110 мм, С. Јелесијевић
- 2000. Д. Ерић, Вашар у Тополи, 85 х 110 мм, С. Јелесијевић

### Објављени радови у књигама
- 2012. New Typography, by Karena Xu, ArtPower, Хонг Конг
- 2012. Typography, Referenced — A Comprehensive Visual Guide to the Language, History, and Practice of Typography by Jason Tselentis, Allan Haley, Richard Poulin, Tony Seddon, Gerry Leonidas, Ina Saltz, Kathryn Henderson and Tyler Alterman. издавач Rockport Publishing, USA
- 2012. TYPE IMAGE, Barbara Brownie, издавач Ginko press, Berkeley, USA
- 2011. Анимација на Факултету примењених уметности, аутор: Р. Ћирић, издавач: ФПУ и Југословенска кинотека, Београд
- 2011. Знаковито 3, књига заштитних знакова, Р. Вуковић, Службени гласник, Београд
- 2011. Знаковито 2, Педесет година графичких комуникација у Србији 1960-2010. 7 заштитних знакова, Р. Вуковић, Музеј примењене уметности, Београд
- 2011. Знаковито 2, Педесет година графичких комуникација у Србији 1960-2010, текст, Р. Вуковић, Музеј примењене уметности, Београд
- 2011. TYPEFACE CATALOG A-Z OpenType, Monotype Imaging, Linotype и ITC. 2 писма ITC NOVA LINETA и ITC PINO
- 2010. 26+30, Историја писма и типографије, С. Филеки, Универзитет уметности, Београд
- 2010. 26+30, Историја писма и типографије, Историја српске калиграфије и типографије по сећању аутора, С. Филеки, Универзитет уметности, Београд
- 2008. Свакодневна типографија, Имена значајна за наше писмо и типографију, С. Филеки, приредили Оливера Батајић и Оливера Стојадиновић, Типометар, Београд
- 2002. Знаковито, књига заштитних знакова, Р. Вуковић, Грас, Београд
- 2003. Графички дизајн, креација за тржиште, М. Фрухт, М. Ракић, И. Ракић, Завод за издавање уџбеника, Београд

### Календари
- 2013. Металац 2013, календар, слике, Металац, Г. Милановац
- 2013. TYPODRAIUM 2014, Немачка, календар од 365 нових фонтова. објављени фонтови KVADRA и VEZUS
- 2012. TYPODRAIUM 2013, Немачка, календар од 365 нових фонтова. објављен фонт PRORED
- 2011. TYPODRAIUM 2012, Немачка, календар од 365 нових фонтова. објављен фонт OBLIK CLASSIC
- 2010. TYPODRAIUM 2011, Немачка, календар од 365 нових фонтова. објављени фонтови OBLIK и BELCO

### У часописима
- 2012. Анимација ФПУ 1-5, Р. Ћирић, СИГНУМ 6, ФПУ, Београд
- 2011. Крај деценије почетак године, 10 најзначајнијих радова из дизајна који су обележили 2010. годину у Србији, Р. Вуковић, АРХАРТ 1. Магазин за културу и уметност, Београд
- 2006. Јелесијевић, Квадарт 27, Београд[6]
- 2004. ЕНЦИКЛОПЕДИЈА3 ЈА, 30 уметника 30 ћириличних слова, Квадарт 21, Београд
- 2004. Паралаела, 3 слова, заштитни знак Зеленгора, Умка, Квадарт 21, Београд
- 2004. Познаковљавање, Квадарт 20, Београд
- 2003. Ћирилица, Типографско писмо Зека, Квадарт 19, Београд[7]
- 2003. Само Тако, Слободан Јелесијевић, Квадарт 19, Београд[7]
- 2002. Маскотаријум, Анђелка Војиновић, Маскота за Гриски, Таково, Квадарт 16, Београд
- 2001. CIRIL&COM, Чар на дар, Квадарт 14, Београд

### Објављени текстови
- 2014. Миљана Раденковић, Текст за самосталну изложбу
- 2008. О типографском писму и типографији, Артикон, библиофилско издање, С. Јелесијевић
- 2008. О симболима, библиофилско издање, С. Јелесијевић
- 2007. Диплома 2005. Дипломска изложба студената одсека за Примењене уметности, Ниш, Галерија Павиљон у Тврђави, Ниш
- 2006. Диплома 2005. Дипломска изложба студената одсека за Примењене уметности, Ниш, Галерија Павиљон у Тврђави, Ниш
- 2005. Диплома 2005. Дипломска изложба студената одсека за Примењене уметности, Ниш, Галерија Павиљон у Тврђави, Ниш

### Уметнички савети и комисије
- 2011. 11. Међународни бијенале уметности минијатуре, Културни центар, Г. Милановац, чланови уметничког савета и Селекционе комисије: Здравко Вучинић, председник, Слободан Јелесијевић, заменик председника, Велизар Крстић, Рајка Бошковић и Никола Вукосављевић.
- Уредник каталога 11. Међународни бијенале уметности минијатуре
- 2013. 12. Међународни бијенале уметности минијатуре, Културни центар, Г. Милановац, чланови уметничког савета и Селекционе комисије: Здравко Вучинић, председник, Слободан Јелесијевић, заменик председника, Велизар Крстић, Рајка Бошковић и Никола Вукосављевић.[8]
- Уредник каталога 12. Међународни бијенале уметности минијатуре
- 2007. Амрес, Академска мрежа Србије, З. Блажина, С. Јелесијевић и Н. Тодоровић Комисија за избор заштитног знака, Београд